# Walckenaeria puella
Walckenaeria puella este o specie de păianjeni din genul Walckenaeria, familia Linyphiidae, descrisă de Millidge, 1983. Conform Catalogue of Life specia Walckenaeria puella nu are subspecii cunoscute.